# 馬丁·羅德貝爾
馬丁·羅德貝爾（英語：Martin Rodbell，1925年12月1日—1998年12月7日），美国生物化学家、分子內分泌學家，以发现G蛋白而闻名。因发现G蛋白和这些蛋白在细胞信号传导中的作用与艾爾佛列·古曼·吉爾曼一起分享1994年诺贝尔生理学或医学奖。